# Високе (Красноградська міська громада)
Висо́ке —  село в Україні, у Берестинському районі Харківської області. Населення становить 102 осіб. Орган місцевого самоврядування — Кирилівська сільська рада.

## Географія
Село Високе знаходиться між автомобільними дорогами М18 і Р51. На відстані 2 км розташоване село Червоне. До села примикає лісовий масив урочище Шапошникова (дуб).

## Історія
- 1928 - дата заснування.

## Населення
Згідно з переписом УРСР 1989 року чисельність наявного населення села становила 135 осіб, з яких 61 чоловік та 74 жінки.
За переписом населення України 2001 року в селі мешкало 100 осіб.

### Мова
Розподіл населення за рідною мовою за даними перепису 2001 року:
| Мова       | Відсоток |
| ---------- | -------- |
| українська | 77,45 %  |
| російська  | 21,57 %  |
| білоруська | 0,98 %   |

## Економіка
- Молочно-товарна ферма.